# Іскра (Сакмарський район)
І́скра (рос. Искра) — село у складі Сакмарського району Оренбурзької області, Росія.

## Населення
Населення — 257 осіб (2010; 278 у 2002).
Національний склад (станом на 2002 рік):
- росіяни — 68 %